# Hannu Jortikka
Hannu Jortikka (ur. 16 grudnia 1956 w Turku) – były fiński hokeista, reprezentant Finlandii. Trener hokejowy.

## Kariera zawodnicza
- TPS (1978-1979)
- AIK (1979-1980)
- TPS (1980-1981)
- HPK (1981-1982)

Wychowanek klubu i wieloletni zawodnik TPS z rodzinnego miasta. Występował z numerem 20.

## Kariera trenerska

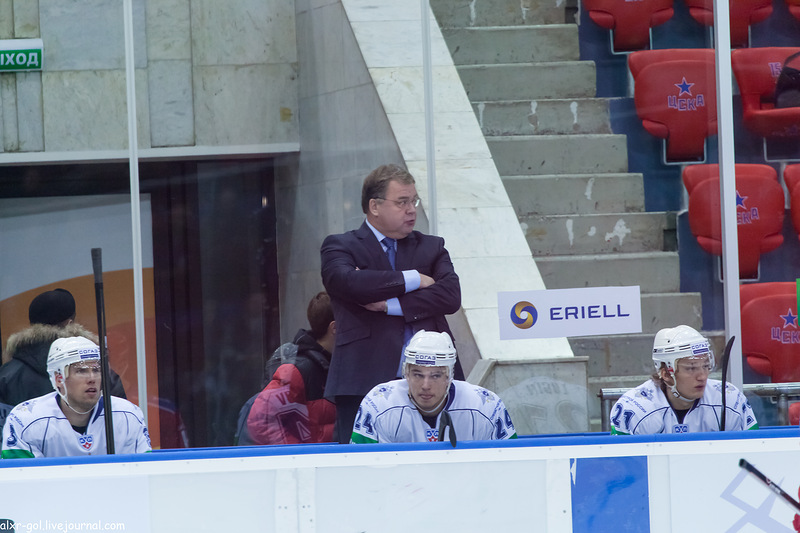
Hannu Jortikka na ławce trenerskiej Amuru Chabarowsk (2012)

- Reprezentacja Finlandii do lat 20 (1986-1987) - główny trener
- Reprezentacja Finlandii (1987-1990) - asystent trenera
- HPK (1987-1988) - główny trener
- TPS (1988-1992) - główny trener
- HPK (1992-1983) - główny trener
- SC Bern (1993-1994) - główny trener
- Malmö IF (1994-1995)
- JYP (1995-1996)
- Reprezentacja Finlandii do lat 19 (1996-1997) - główny trener
- Reprezentacja Finlandii do lat 20 (1996-1997) - główny trener
- Malmö IF (1997-1998)
- TPS (1998-2001) - główny trener
- Jokerit (2003-2005) - główny trener
- TPS (2005-2007) - główny trener
- Finlandia U-20 (2009-2010) - główny trener
- Jokerit (2009-2011) - główny trener
- Amur Chabarowsk (2011-2012) - główny trener
- Admirał Władywostok (2013) - główny trener
- Jugra Chanty-Mansyjsk (2013-2014) - konsultant trenerski
- Finlandia U-20 (2014/2015) - główny trener

Po zakończeniu kariery został trenerem. Pracował w fińskich klubach, w tym macierzystym TPS, z którym jako szkoleniowiec zdobył sześć z wszystkich jedenastu w historii klubu tytułów mistrza Finlandii. Od 2011 podejmował pracę z zespołami w rosyjskich rozgrywkach KHL. Najpierw prowadził Amur Chabarowsk w sezonach KHL (2011/2012) i na początku edycji KHL (2012/2013) do grudnia 2012, następnie w połowie 2013 został trenerem beniaminka rozgrywek Admirała Władywostok, zbudował drużynę, który w następnym czasie nie podjął decyzji o objęciu funkcji. Ostatecznie został trenerem i trenował w pierwszej części sezonu KHL (2013/2014) do grudnia 2013. Po odejściu został konsultantem trenerskim w innym klubie ligi, Jugra Chanty-Mansyjsk.
Ponadto prowadził kadrę juniorską Finlandii w turniejach mistrzostw świata juniorów do lat 20 1987, 1997, 2010. Z kadrą seniorską pracował przez trzy lata jako asystent trenera, w tym na turniejach zimowych igrzysk olimpijskich 1988 oraz mistrzostw świata 1989, 1990. W 2014 ponownie został szkoleniowcem kadry Finlandii do lat 20 i prowadził ją na turnieju mistrzostw świata juniorów do lat 20 edycji 2015.

## Sukcesy
Zawodnicze klubowe
- Złoty medal mistrzostw Finlandii: 1976 z TPS
- Srebrny medal mistrzostw Finlandii: 1977 z TPS
- Brązowy medal mistrzostw Finlandii: 1978, 1979, 1981 z TPS

Szkoleniowe reprezentacyjne
- Złoty medal mistrzostw świata juniorów do lat 20: 1987
- Srebrny medal zimowych igrzysk olimpijskich: 1988

Szkoleniowe klubowe
- Złoty medal mistrzostw Finlandii: 1989, 1990, 1991, 1999, 2000, 2001 z TPS
- Finalista Pucharu Europy: 1990 z TPS
- Trzecie miejsce w Pucharze Europy (2 razy): 1991 z TPS
- Trzecie miejsce w Europejskiej Hokejowej Lidze: 2000 z TPS
- Srebrny medal mistrzostw Finlandii: 1993 z HPK[a], 2005 z Jokeritem

Wyróżnienia
- Galeria Sławy fińskiego hokeja na lodzie (nr 183)
- Trofeum Kaleviego Numminena - najlepszy trener sezonu SM-liiga: pięciokrotnie (1989/1990, 1990/1991; 1998/1999, 1999/2000, 2000/2001) - wynik rekordowy w historii nagrody[12]